# Viktorine Endler

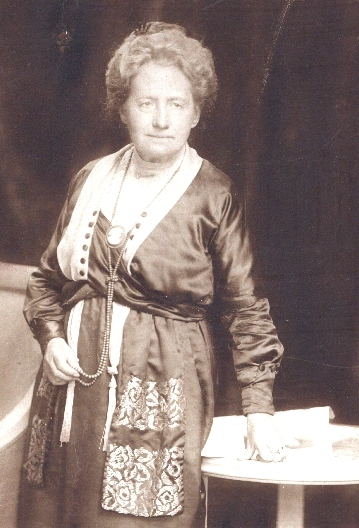
Viktorine Endler

Viktorine Endler, geborene Viktorine Bleser, Pseudonym Antonie Haupt, (* 17. Januar 1853 in Trier; † 29. Januar 1932 in Hannover) war eine deutsche Schriftstellerin.

## Leben
Viktorine Endler war die Tochter des Arztes Ludwig Josef Bleser (1810–1878) und von Nanny Bleser, geb. Jacoby. Sie besuchte die höhere Töchterschule in Trier. Zeitweise war sie die Assistentin ihres Vaters. Seit 1887 war sie mit Bernhard Endler verheiratet und lebte nach der Hochzeit in Hannover. Sie verfasste hauptsächlich Erzählungen und Romane historischen Inhalts, die für die damalige Zeit gut recherchiert waren. Ihre Schwester war die Schriftstellerin Maria Krug.

## Ehrung

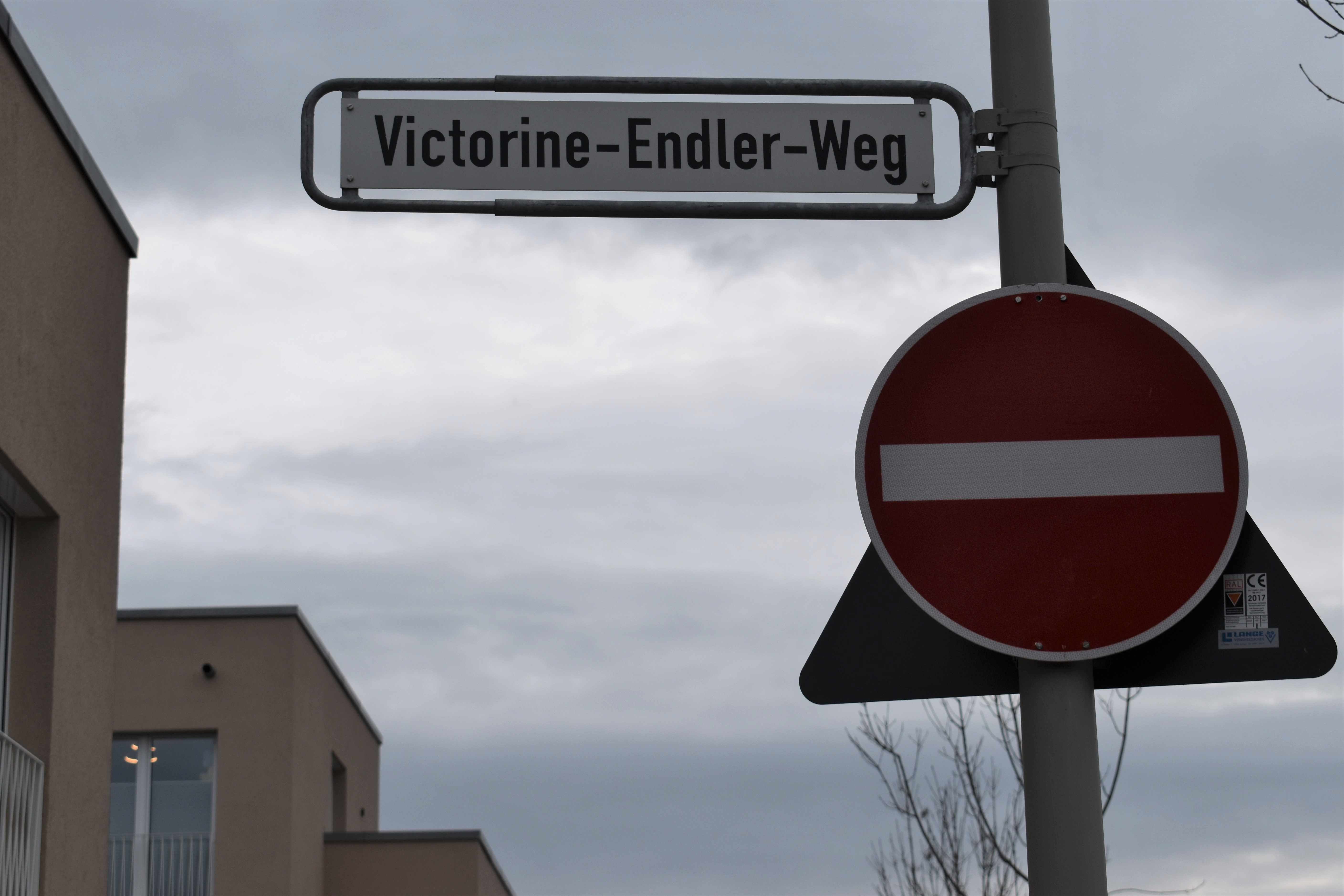
Der Victorine Endler-Weg in Hannover-Wettbergen

2011 hat die Stadt Hannover den Victorine-Endler-Weg im Stadtteil Wettbergen benannt. Auch mit der Antonie-Haupt-Straße in ihrer Geburtsstadt Trier wurde die Schriftstellerin gewürdigt.

## Werke
- Antonie Haupt: Die letzte Gräfin von Manderscheid. Erzählung aus der Geschichte des Erzstiftes Trier. Paulinus-Druckerei, Trier 1884. (=Novellenkranz. Eine Sammlung von Erzählungen. Band 18)
- Antonie Haupt: Ein adliger Sproß. Original-Novelle. Paulinus-Druckerei, Trier 1884.
- A. Haupt: Heideröslein. Novelle. Köln am Rhein 1884.
  - Neue Ausgabe 1918.
- Antonie Haupt: Die Tochter des Alamannenkönigs. Historischer Roman aus der letzten Zeit des gallisch-römischen Kaiserreiches. Paulinus-Druckerei, Trier 1887. (Novellenkranz. Eine Sammlung von Erzählungen. Band 25)
  - Antonie Haupt: Bissula. Die Tochter des Alamannenkönigs. Eine frühchristliche Erzählung aus dem römischen Trier. (Neubearb. und gekürzte Ausg. von Franz Josef Schneider). Fischer, Wittlich 1929.
  - Neue Ausgabe. Paulinus-Druckerei, Trier 1895.
  - 3. Auflage. Paulinus-Druckerei, Trier 1904.
  - Antonie Haupt: Erika von Manderscheid. Ein Roman aus den letzten Tagen des Erzstiftes Trier. Fischer, Wittlich 1925.
- Antonie Haupt: Der heilige Rock. Roman aus den Tagen der Kaiserin Helena. Paulinus-Druckerei, Trier 1891.
  - Letzte Ausgabe. Paulinus-Druckerei, Trier 1933.
- Antonie Haupt: Hexe und Jesuit.[6] Erzählung aus der Zeit des dreißigjährigen Krieges. Paulinus-Druckerei, Trier 1893.
  - 3. Auflage, Paulinus-Druckerei, Trier 1912.
  - 4. Auflage, Eifeler Literaturverlag, Aachen 2021.[7]
- Antonie Haupt: Der Weg zum Glück. Eine wahre Geschichte nach den Aufzeichnungen eines Konvertirten bearbeitet. Das goldene Dach zu Hildesheim. Historische Erzählung. Paulinus-Druckerei, Trier 1894. (=Dasbach's Novellenkranz. Band 28)
  - Antonie Haupt: Bernward von Hildesheim. Erzählung aus Niedersachsens Vorzeit. 2. Aufl. Steffen, Limburg a. d. Lahn 1911.
  - Antonie Haupt: Bernward von Hildesheim. Zwei Erzählungen. Mit einem Vorw. zur Neuausg. von Norbert Trelle und einem Nachw. von Elmar Lübbers. Olm, Hildesheim 2013. ISBN 3-487-14269-4 (=Veröffentlichungen des Landschaftsverbandes Hildesheim e.V. 19) Inhaltsverzeichnis
- Antonie Haupt: Moselgeschichten. Rud. Abt, München, Wien 1899. (=Roman- und Novellen-Schatz. 1. Jg. Band 17)
- Antonie Haupt: Redende Steine. Geschichtliche Erzählungen aus der Vergangenheit des Trierer Landes. Paulinus-Druckerei, Trier 1902. (=Dasbach's Novellenkranz. Band 34)
- Antonie Haupt: Tapfere Frauen der Reformationszeit. Charitas Pirkheimer, Maria, die Katholische, Königin von England. Zwei historische Lebensbilder. Fredebeul & Koenen, Essen-Ruhr, 1903.
- Gezeichnet! Ein Büchlein von der Fürsorge. Zum Besten des Vincenz-Waisenhauses in Münster. Mit Beiträgen von Hedwig Dransfeld, Antonie Haupt. Hrsg. von Antonie Jüngst. Aschendorff, Münster i. Westf. 1905.
- Antonie Haupt: Siege. Vier historische Erzählungen. F. W. Cordier, Heiligenstadt 1905.
- Antonie Haupt: Freiheit. Vier Erzählungen aus den Trierer Landen. Paulinus-Druckerei, Trier 1911.
- Antonie Haupt: Unter dem Kreuzesbanner. Erzählungen. Cordier, Heiligenstadt (Eichsfeld)  1912.
- Antonie Haupt: Der Bernkasteler Doktor. Historisches Spiel.  Paulinus-Druckerei, Trier 1920. (=Theater-Bibliothek. Bändchen 65)
- Antonie Haupt: Ludwig Josef Bleser (1811–1878), ein Trierer Arzt. In: Kur-Trier. 3 (1920), S. 40–42.